# Patrick Duflos
Pour les articles homonymes, voir Duflos.
Patrick Duflos est un ancien joueur désormais entraîneur français de volley-ball né le 29 décembre 1965 à Calais (Pas-de-Calais). Il mesure 1,87 m et jouait passeur. Il totalise 253 sélections en équipe de France. Il est actuellement l'entraîneur des Spacer's Toulouse.

## Joueur

### Clubs
| Club          | Pays   | De        | À         |
| ------------- | ------ | --------- | --------- |
| Arago de Sète | France | 1986-1987 | 1990-1991 |
| JSA Bordeaux  | France | 1991-1992 | 1991-1992 |
| Arago de Sète | France | 1992-1993 | 2001-2002 |

### Palmarès
- Championnat d'Europe
  - Finaliste : 1987

- Coupe de France (1)
  - Vainqueur : 1988

## Entraîneur

### Clubs
| Club              | Pays    | De            | À         | Qualité         |
| ----------------- | ------- | ------------- | --------- | --------------- |
| Arago de Sète     | France  | 2004-2005     | 2006-2007 | Principal       |
| Arago de Sète     | France  | 2007-2008     | …         | Manager général |
| Arago de Sète     | France  | mars 2009     | 2015-2016 | Principal       |
| Al-Arabi          | Qatar   | 2016          | 2017      | Principal       |
| Cuprum Lubin      | Pologne | 2017          | 2018      | Principal       |
| Tours VB          | France  | 2018-2019     | 2018-2019 | Principal       |
| Arago de Sète     | France  | Décembre 2019 | 2021-2022 | Principal       |
| Spacer's Toulouse | France  | 2022-2023     | En cours  | Principal       |

### Palmarès
- Championnat de France
  - Vainqueur : 2019 avec le Tours Volley-Ball
  - Finaliste : 2005

- Coupe de France
  - Vainqueur : 2019 avec le Tours Volley-Ball